# Matt Guokas
Matthew George « Matt » Guokas Jr., né le 25 février 1944 à Philadelphie, en Pennsylvanie, est un ancien joueur, entraîneur et consultant américain de basket-ball. Il évolue durant sa carrière aux postes d'arrière et d'ailier. Il est le fils du basketteur Matt Guokas, Sr..

## Biographie
À l'issue de sa carrière de joueur et d'entraîneur, Matt Guokas est devenu consultant pour Fox Sports Florida, NBC, Sun Sports et Fox Sports Ohio dans les années 1990 et 2000. Matt Guokas et son père sont devenus les premiers père et fils à remporter un titre de champion NBA en tant que joueur, son père figurant dans l'effectif des Warriors de Philadelphie, champion lors de la première saison de la BAA, ancêtre de la NBA, en 1947. Par la suite, Rick Barry en 1975 et son fils Brent (2005 et 2007) et Bill Walton en 1977 et 1986 et son fils Luke (2009 et 2010) ont également réussi cette performance.

## Palmarès
- Champion NBA 1967